# Wave Race 64
Wave Race 64 (ウエーブレース64, Uēbu Rēsu Rokujūyon) est un jeu vidéo de course aquatique (motomarine) édité par Nintendo et développé par Nintendo EAD. Il est sorti en 1996 sur Nintendo 64.

## Système de jeu

### Modes de jeu
- Course : Le joueur est opposé à trois autres adversaires contrôlés par le CPU. Le but est de remporter les trois championnats de difficulté croissante (normal, difficile et expert). Pour cela le joueur doit bien figurer dans les différentes courses du championnat. Un système de boost est présent : Le joueur doit passer entre des bouées qui parsèment le parcours, ce qui permet d'augmenter sa jauge de puissance jusqu'à la puissance maximale, ce qui lui est signalé par un commentaire audio. Une erreur occasionnera une baisse de puissance de la motomarine et au bout de 5 erreurs, le joueur est disqualifié de la course.
- Contre la Montre : le joueur doit réaliser les meilleurs temps possibles sur le circuit qu'il a sélectionné.
- Saut : il s'agit de réaliser des figures variées et passer entre des cerceaux qui sont placés sur les différents circuits, ce qui donne des points. On réalise une figure au moyen d'une combinaison de touches mettant souvent en jeu le stick analogique.
- Multijoueur : permet à deux joueurs de s'affronter sur les parcours du jeu.

### Personnages
Quatre personnages sont jouables, disposant de caractéristiques distinctes :
- Ryota Hayami (18 ans, Japon): Personnage le plus équilibré, Ryota peut être utilisé par les débutants autant que par les experts du jeu.
- Dave Mariner (32 ans, USA): Dave souffre d'une maniabilité, d'une accélération et d'une adhérence délicate mais il est le plus rapide. Il est ainsi plutôt recommandé aux experts.
- Ayumi Stewart (21 ans, USA): Seul personnage féminin, Ayumi dispose de la plus faible vitesse de pointe, mais a comme atout son accélération et sa maniabilité; ce qui en fait un personnage adapté aux débutants.
- Miles Jeter (24 ans, Canada): Seul personnage de Wave Race 64 non disponible dans Blue Storm, il possède la meilleure maniabilité et la moins bonne adhérence. Il est moyen dans les autres catégories. Il est recommandé pour les joueurs intermédiaires à experts.

### Circuits
Le jeu contient 9 environnements variés (ville futuriste, lac calme et brumeux, glacier, mer tropicale, environnement industriel…)
- Dolphin Park  (le circuit de base de Wave Race 64, c'est le seul circuit qui n'est pas praticable en championnat.)
- Sunny Beach
- Sunset Bay
- Drake Lake
- Marine Fortress
- Port Blue
- Twilight City
- Glacier Coast
- Southern Island

## Développement
Il est possible de modifier la météo du jeu et la puissance des vagues. Le jeu simule également un phénomène de marée dans l'environnement Southern Island.
Comme Super Mario 64, Wave Race 64 a été réédité au Japon le 18 juillet 1997 dans une version contenant la vibration grâce au Rumble Pak, intitulée Wave Race 64 Rumble Pak Support Version (ウエーブレース64 振動パック対応バージョン, Uēbu Rēsu Rokujūyon Shindō Pakku Taiō Bājon).

## Suite
Wave Race 64 connaît une suite, sorti en 2001 au lancement de la GameCube : Wave Race: Blue Storm.